# Квіткоїд андаманський
Квіткоїд андаманський (Dicaeum virescens) — вид горобцеподібних птахів родини квіткоїдових (Dicaeidae).

## Поширення
Ендемік Андаманських островів. Його природне середовище проживання — субтропічні або тропічні вологі низовинні ліси.

## Опис
Дрібний птах завдовжки 9 см з коротким хвостом і міцним вигнутим дзьобом з довгим трубчастим язиком. Верх зелений, груди блідо-зелені, нижня сторона жовта.